# John Dobson
Pour les articles homonymes, voir Dobson.
John Lowry Dobson, né le 14 septembre 1915 à Pékin, en Chine, et mort le 15 janvier 2014 à Burbank, dans l'État américain de Californie, est un astronome amateur américain connu notamment pour être à l'origine d'un télescope portable et peu cher, depuis lors appelé télescope de Dobson. Il est moins connu pour ses efforts de promotion et de vulgarisation de l'astronomie (et ses vues non orthodoxes sur la cosmologie) à travers des « public lectures » parmi lesquelles ses « performances » d'« astronomie de trottoir (en) ». John Dobson fut aussi le cofondateur du groupe d'astronomie amateur « the San Francisco Sidewalk Astronomers » (« les astronomes de trottoir de San Francisco »).

## Biographie
John Dobson obtient un diplôme de chimie à l'université de Californie à Berkeley en 1943. À partir de 1944 et pendant 23 ans, John Dobson est moine dans une obédience de spiritualité Védanta à San Francisco. C'est pendant ces années de retrait qu'il crée des télescopes à partir d'objets de récupération afin de pouvoir observer les étoiles. L’idée a pris forme dès le moment où un ami lui enseigna qu'il pouvait tailler le verre lui-même. Il quitte le monastère en 1967, la direction n’appréciant pas sa passion pour l'astronomie,.
En 1956, il propose une formule simplifiée de construction de télescopes amateurs qui portent aujourd'hui son nom : monture azimutale fabriquée à l'aide de matériaux de récupération, utilisation de miroirs minces de grandes dimensions pour l'époque. Le télescope est montable à la main. Cela lui a valu le surnom de "MacGyver de l'astronomie". Le télescope devient un succès commercial lorsque Jim Braginton, dirigeant de Coulter Optics, commence a les produire. John Dobson ne touche pas de royalties sur la vente de ses télescopes.
John Dobson est l'un des cofondateurs d'un groupe amateur en astronomie nommé Sidewalk Astronomers de San Francisco dont le principe est d'observer les étoiles depuis le trottoir des villes afin de partager la vue avec les passants. En 1970, le groupe disposait d'un télescope de 24 pouces (61 cm), facilement transportable, leur permettant de montrer des objets du ciel profond. Le groupe se retrouvait traditionnellement au croisement des rues Jackson and Broderick.
John Dobson ne croit pas en la théorie du Big Bang, et pense que les trous noirs ne sont que les rustines d'une théorie qui ne tient pas la route.
L'astéroïde (18024) Dobson a été nommé en son honneur.